# Ольга (телесериал)
«О́льга» — российский комедийно-драматический телесериал о жизни «простой русской женщины» из московского района Северное Чертаново. Производством сериала занималась компания «Good Story Media». Главную роль в сериале исполнила актриса Яна Троянова. Премьера состоялась на телеканале ТНТ 5 сентября 2016 года.

## Сюжет
Ольга воспитывает двух детей от разных браков, заботится об отце-алкоголике и пытается наладить личную жизнь. Старшая дочь Аня учится в юридическом колледже и считает, что она единственный адекватный член семьи, и в её жизни всё будет по-другому. Младший сын Тимофей, чей отец вернулся к первой семье в Азербайджан, считает, что он уже мужчина, при том, что ему всего лишь 11 лет. Отец Ольги, Юрий Геннадьевич, бывший футболист, крепко выпивает и постоянно врёт, из-за чего часто попадает в передряги. А сестра Лена пытается жить за счёт мужчин — в основном женатых.
Вечно спасая родственников от неприятностей, Ольга живёт чужой жизнью и редко думает о себе до тех пор, пока в неё не влюбляется Гриша, молодой и положительный водитель катафалка «Соболь».

## В ролях

### В главных ролях
| Актёр                             | Роль |
| --------------------------------- | --- |
| Яна Троянова                      | Ольга Юрьевна Терентьева мастер педикюра, мать 2 детей                                                      |
| Василий Кортуков                  | Юрий Геннадьевич (ЮрГен) Терентьев отец Ольги и Елены, алкоголик, бывший футболист и тренер                 |
| Алина Алексеева                   | Елена Юрьевна Терентьева младшая сестра Ольги, мать Платона                                                 |
| Ксения Суркова                    | Анна Павловна Малышева (Терентьева) дочь Ольги от первого брака, мать Марьяны                               |
| Муха́ммед Абу-Ризик                | Тимофей Юрьевич Терентьев сын Ольги от второго брака, по отцу азербайджанец                                 |
| Максим Костромыкин                | Григорий (Гриша) Александрович Юсупов ухажёр Ольги, водитель катафалка                                      |
| Сергей Романович (1, 2, 4 сезоны) | Андрей Степанович Малышев муж Ани, биологический отец Марьяны                                               |
| Роза Хайруллина                   | Алевтина Григорьевна Юсупова бабушка Григория                                                               |
| Тимофей Зайцев                    | Чича (Аркадий Чичкарёв) собутыльник Юргена и Романыча, работник ЖЭУ                                         |
| Елена Муравьёва (4–5 сезоны)      | Наталья бывшая фиктивная жена Льва, бывшая проститутка, возлюбленная/жена Чичи                              |
| Гоша Куценко (3–4 сезоны)         | Владимир (Володя) бизнесмен, владелец магазина «Империя матрасов» (3 сезон), влюблён в Ольгу                |
| Татьяна Васильева (3 сезон)       | Тамара Васильевна Терентьева мать Ольги и Лены, бывшая жена ЮрГена, умерла в 4 сезоне                       |
| Анастасия Матвеева (3–5 сезоны)   | Александра Георгиевна (Саша) Терентьева (Ефимова) соседка Терентьевых, дочь Жоры, возлюбленная/жена Тимофея |
| Юра Борисов (3–5 сезоны)          | Лев Георгиевич Заевский банщик,парень Ани                                                                   |
| Антон Васильев (4 сезон)          | Дмитрий (Митяй) Кукушкин старший брат Пушкина, бабник и мажор                                               |
| Елена Валюшкина (5 сезон)         | Вера Николаевна Орешина заведующая детским домом № 5                                                        |
| Фёдор Лавров (5 сезон)            | Виктор Сергеевич Романов мясник, возлюбленный Лены                                                          |
| Эльвира Цымбал (5 сезон)          | Надя биологическая мать Ярика                                                                               |

### Повторяющиеся персонажи
| Актёр                             | Роль |
| --------------------------------- | --- |
| Анна Галинова (1, 2, 4, 5 сезоны) | Инна подруга и коллега Ольги, парикмахер |
| Филипп Ершов                      | Пушкин (Алексей Кукушкин) друг Андрея, влюблён в Лену, биологический отец Платона                                                                           |
| Ольга Сирина                      | Алина Сергеевна Кукушкина мать Пушкина и Митяя |
| Юлия Серина                       | Юлия подруга Ани и Пушкина, возлюбленная Кубы |
| Надежда Лумпова                   | Алина подруга Ани и Пушкина, воспитательница в детском саду                                                                                                 |
| Владимир Царулков (1, 2 сезоны)   | Мотор (Владислав Сергеевич Мотовилов) руководитель банды, в которой состоял Андрей                                                                          |
| Илья Варанкин (1–4 сезоны)        | Кащей (Илья) правая рука Мотора, влюблён в Аню |
| Николай Шрайбер (1–3 сезоны)      | Валера (Валерий Александрович) |
| Олег Тополянский (1, 2, 4 сезоны) | Александр Михайлович Песюн (Усач) старший следователь (1—3 сезоны), начальник следственного отдела (4 сезон), майор/подполковник/полковник, влюблён в Ольгу |
| Алексей Боченин (1–4 сезоны)      | Константин пациент психиатрической больницы |
| Павел Майков (3–4 сезоны)         | Георгий Ефимов инвалид, сосед Терентьевых, алкоголик, отец Саши                                                                                             |
| Аскар Нигамедзянов (4–5 сезоны)   | Куба друг Льва, возлюбленный Юли |
| Елена Муравьёва (4–5 сезоны)      | Наталья фиктивная жена Льва, бывшая проститутка, возлюбленная/жена Чичи                                                                                     |
| Мила Исаева (5 сезон)             | Лика бывшая девушка Льва |
| Анна Рыцарева (5 сезон)           | Светлая глава секты |
| Микита Воронов (5 сезон)          | Ляприкол видеоблогер |
| Игорь Толстиков (5 сезон)         | Ярик детдомовец, позже приёмный сын Ольги и Гриши |
| Дарья Екамасова (5 сезон)         | Руслана матушка |
| Анна Якунина (5 сезон)            | Екатерина Львовна Заевская мать Льва |
| Вячеслав Николаев (5 сезон)       | Рухин |

### В эпизодах
| Актёр                                      | Роль                                                                                          |
| ------------------------------------------ | --------------------------------------------------------------------------------------------- |
| Ирина Цывина (3, 14 серии)                 | «Мамочка» проституток                                                                         |
| Елизавета Мартинес Карденас (3, 13 серии)  | Аня проститутка-мулатка                                                                       |
| Светлана Костюкова (4 серия)               | женщина с шарами                                                                              |
| Шамиль Мухамедов (Александр Шам) (8 серия) | Марат                                                                                         |
| Фархад Гусейнов (8 серия)                  | водитель автобуса                                                                             |
| Ирина Старшенбаум (9 серия)                | Светлана подруга Игоря, друга Гриши                                                           |
| Руслан Щедрин (10 серия)                   | Артур Рамазанов одноклассник Тимофея                                                          |
| Александр Тютрюмов (11 серия)              | Борис Ефимович Мирмонт (Боря «Мука») авторитет и знакомый ЮрГена, умер от сердечного приступа |
| Алёна Галлиардт (13 серия)                 | риэлтор                                                                                       |
| Мария Голицына (16, 17, 18, 19, 20 серии)  | Нина совладелица квартиры ЮрГена                                                              |
| Олег Васильков (17, 18, 19, 20 серии)      | Павел Лыков бывший муж Ольги, отец Анны, погиб в Таиланде                                     |
| Михаил Токмовцев (17 серия)                | мальчик в кафе                                                                                |
| Александр Никольский (19 серия)            | дед в лифте                                                                                   |
| Иван Агапов (20, 51 серия)                 | Виталий Николаевич психиатр                                                                   |
| Антон Юрьев (21, 22, 28 серии)             | следователь                                                                                   |
| Ксения Каталымова (24 серия)               | советник юстиции Виктория Вячеславовна Краснова зампрокурора, мать одноклассницы Тимофея      |
| Андрей Анкудинов (26, 27, 31 серии)        | староста в коммуне                                                                            |
| Роман Притула (26 серия)                   | «Шнырь»                                                                                       |
| Дмитрий Ячевский (29 серия)                | Сергей знакомый врач Алевтины Григорьевны                                                     |
| Юлия Александрова (34, 35, 36 серии)       | Марина аферистка                                                                              |
| Софья Лебедева (36, 38, 39, 40 серии)      | Анастасия (Настенька) невеста Гриши, студентка пятого курса мединститута                      |
| Сергей Гусенков (37 серия)                 | Вадим менеджер аниматоров                                                                     |
| Александр Обласов (48 серия)               | квартирант-самоубийца                                                                         |
| Алексей Байдаков (58 серия)                | Егор Егорович                                                                                 |
| Александр Вдовин (58 серия)                | Василий гость на похоронах                                                                    |
| Ольга Балль (58 серия)                     | регистратор в ЗАГСе                                                                           |
| Дмитрий Куличков (59-63 серии)             | Иван Михайлович бригадир надсмотрщиков                                                        |
| Ольга Лапшина (62, 63 серии)               | Нина Петровна мать Ивана, хозяйка куриного бизнеса                                            |
| Андрей Филиппак (66, 67, 70 серии)         | Пётр Николаевич Лукин председатель фонда инвалидов                                            |
| Екатерина Владимирова (66 серия)           | слепая, любовница Лукина                                                                      |
| Максим Пинскер (68 серия)                  | прокурор                                                                                      |
| Александр Баширов (69, 73 серии)           | «Бог Ольги» бродяга                                                                           |
| Вероника Корниенко (71 серия)              | Мария дочь Володи                                                                             |
| Сергей Погосян (74, 82 серии)              | Давид Ашотович таксист, любовник Инны                                                         |
| Сергей Лобанов (83 серия)                  | Сергей Чичкарёв дядя Чичи                                                                     |
| Александр Силаев                           | «Лютый» коллектор                                                                             |
| Александр Яицкий                           | эпизод                                                                                        |
| Александр Куликов                          | гопник                                                                                        |
| Дарья Атаманова                            | воспитательница                                                                               |
| Игорь Емелин                               | пациент психбольницы                                                                          |

## История создания
Премьера первого сезона состоялась 5 сентября 2016 года на ТНТ.
Премьера второго сезона состоялась на телеканале ТНТ 4 сентября 2017 года.
17 января 2018 года стартовали съёмки третьего сезона, который насчитывал в себе 16 новых серий. Премьера нового сезона состоялась на ТНТ 6 ноября 2018 года.
29 ноября 2018 года в 21:00 на ТНТ состоялась премьера фильма о фильме «Ольга-3. За кадром». В нём создатели сериала официально заявили о начале работы над четвёртым сезоном. 
Съёмки четвертого сезона, состоящего из 17 серий, стартовали 1 августа и завершились 19 декабря 2019 года.
19 августа 2020 года стартовали съёмки мини-сериала-спин-оффа «Чича из Ольги».
Премьера четвёртого сезона состоялась на канале ТНТ 31 августа 2020 года.
24 сентября 2020 года на видеоплатформе «Premier» состоялась премьера фильма о съёмках 4-го сезона «Ольга. За кадром».
28 и 29 сентября 2020 года на ТНТ был показан двухсерийный спин-офф «Чича из Ольги».
В июле 2022 года стартовали съёмки 16-серийного пятого сезона, который стал заключительным.
Премьерный показ финального сезона стартовал на ТНТ и «Premier» 10 апреля 2023 года в 20:00. Новые серии выходили в эфир с понедельника по четверг в 20:30.
Заключительная серия вышла 4 мая 2023 года в 20:30.
19 июня 2023 года сериал был исключён из онлайн-кинотеатра «Premier» и с официального сайта ТНТ. Причина — критические высказывания Яны Трояновой по поводу вторжения России на Украину. Также из видеотеки «Premier’а» был исключён спин-офф "Чича из «Ольги».

## Список сезонов
| Сезон                                   | Сезон           | Серии                                              | Период трансляции             |
| --------------------------------------- | --------------- | -------------------------------------------------- | ----------------------------- |
|                                         | 1               | 1—20 (20 серий)                                    | 5 сентября — 5 октября 2016   |
|                                         | 2               | 21—40 (20 серий)                                   | 4 сентября — 4 октября 2017   |
|                                         | 3               | 41—56 (16 серий)                                   | 6 — 29 ноября 2018            |
|                                         | 4               | 57—73 (17 серий)                                   | 31 августа — 24 сентября 2020 |
| «Ольга за кадром» (18 серия, бэкстейдж) | 4               | 24 сентября 2020                                   |                               |
|                                         | «Чича из Ольги» | 1—2 (2 серии: 4 главы — по 2 главы в каждой серии) | 28 — 29 сентября 2020         |
|                                         | 5               | 74—89 (16 серий)                                   | 10 апреля — 4 мая 2023        |

## Список серий

### Сезон 1
| № серии | Описание серии | Премьера         |
| ------- | --- | ---------------- |
| 1       | Ольга готовится к долгожданному отпуску, чемодан собран, море ждёт. Но любимое семейство не может не подкинуть проблем. Есть шанс, что не светит Ольге море, и останется она разгребать повседневные проблемы. | 5 сентября 2016  |
| 2       | Аня помирилась с Андрюхой. И после очередного скандала с матерью уходит жить к жениху. Ольга решает действовать и идёт знакомиться с новыми родственниками, параллельно отмахиваясь от знаков внимания Гриши. | 5 сентября 2016  |
| 3       | Ольга находит сбежавшую с Андрюхой Аню в квартире-борделе. Прошаренная мамочка выталкивает Ольгу из заведения, не дав поговорить с дочерью. Но Ольга не оставляет попыток проникнуть в злополучную квартиру и забрать беременную дочь. | 6 сентября 2016  |
| 4       | Ольга собирается сделать ремонт в квартире Юргена, чтобы попробовать сдать его гадюшник. Гриша вызывается ей помочь. Юргена забирают в полицию в качестве понятого. Андрюха во дворе вписывается за Тимофея. | 7 сентября 2016  |
| 5       | Ольгу совсем замучил постоянно пьющий Юрген. Она решает закодировать отца по купону. Мать Андрея в тайне от сына хочет откупиться от Ани и её будущего ребёнка. Тиме не дают покоя его азербайджанские корни, и он решает пойти на рынок к своему дяде Тото, чтобы, как настоящий мужик, резать барашка. | 8 сентября 2016  |
| 6       | Юрген бросает пить и сильно страдает. Андрюха советует ему отличное лекарство, но оно стоит денег. Очень кстати подворачивается непыльная работёнка. Ольга в шоке от того, что не может выкинуть из головы Гришу, и зовёт Лену сходить в клуб отвлечься. | 12 сентября 2016 |
| 7       | С похмелья после клуба Ольга просыпается в незнакомой квартире и пытается вспомнить события прошлой ночи. Лена и Юрген находят отличный способ решить конфликт отцов и детей при помощи лекарства Юргена. Подруга Ани Алина приглашает на свой день рождения Андрея, чтобы Анька могла с ним помириться. | 13 сентября 2016 |
| 8       | Ольга собирается на обещанное Грише свидание. Трезвый как стёклышко Юрген хочет подкатить к подружке-продавщице. Тимка собирается пощеголять в новых красных мокасинах, но Ольга против. Андрей собирается помириться с Аней, но у его «принцессы» другие планы. | 14 сентября 2016 |
| 9       | Гриша приглашает Ольгу за город на шашлыки. Андрей и Аня берут напрокат ребёнка, чтобы почувствовать себя настоящими родителями. Юрген пытается решить бытовые проблемы семьи, не без помощи водки и своих друзей-собутыльников. | 15 сентября 2016 |
| 10      | Аня делится с Ольгой планами на жизнь, и учёба в них явно не входит. Юргена прессуют коллекторы — он задолжал денег. Чича придумывает способ быстро заработать, чтобы закрыть долг Юргена. Тима вступается за Лену перед пацанами. Но Лена и сама может постоять за себя. | 19 сентября 2016 |
| 11      | У Ольги прекрасное утро — ей не удаётся отказаться от приглашения Гришиной бабушки на её день рождения. Тима находит новый способ стать настоящим азербайджанцем. Юрген и его приятель, авторитет Боря «Мука», забивают коллекторам стрелку, но внезапно всё начинает идти не так, как планировалось. | 20 сентября 2016 |
| 12      | День в семье Ольги начинается с семейного совета — как помочь Юргену разобраться с коллекторами? В долг уже не дают, все заначки потрачены… Может быть, сработает схема, которую подсказала Андрею Лена? Пригодятся ли похоронные деньги Гришиной бабушки? Или, может быть, Тима сам найдёт способ раздобыть немного налички, чтобы спасти деда? Однако Юрген сам находит способ… | 21 сентября 2016 |
| 13      | Юрген продолжает куражиться, пропивая аванс за продажу комнаты. Ольга пытается найти его, чтобы поговорить с ним по-человечески и остановить сделку. Аня пытается сделать так, чтобы постоянно пропадающий на работе Андрей уделял ей больше внимания, а Лена говорит Ольге, что выходит замуж. | 22 сентября 2016 |
| 14      | Ольга пытается наладить отношения с Тимкой, который недолюбливает Гришу, не веря, что он «просто друг», потому что «с друзьями не сосутся». Гриша намерен сам завоевать Тимкино доверие. Юрген вкладывается в очень перспективный бизнес, но вскоре понимает, что сделал это зря. Алина по просьбе Ани собирается проверить «на вшивость» оставленного без секса Андрея. | 26 сентября 2016 |
| 15      | Лена в депрессии из-за того, что её «все мужики кидают». Ольга как может успокаивает сестру и предлагает пойти «залить кисляк вином». Алина после ночи на даче начинает преследовать Андрея. Юрген очень хочет вернуться в семью, но понимая, что Ольга его не простит, решает действовать через Гришу, прикинувшись смертельно больным. | 27 сентября 2016 |
| 16      | Юрген сбежал от знахарки, у которой Гриша оставил его лечиться от алкоголизма. Ольга и Гриша не знают, где его искать. Алина продолжает внаглую подкатывать к Андрею, и Лена решает помочь ему, показав, что «на каждую долбанашку есть долбанашка поопытней». Тимка жалуется дяде, что в школе к нему придирается училка из-за того, что он азербайджанец. Отправившись в школу, дядя обнаруживает, что всё как раз наоборот. Ничего, он найдёт способ перевоспитать непутёвого племянника! | 28 сентября 2016 |
| 17      | Ольга не готова к тому, что Гриша всё больше лезет в её отношения с семьёй. Аня, расставшись с Андреем, пускается во все тяжкие, что, конечно же, категорически не нравится Ольге. Нина, новая соседка по квартире Юргена, проникается к нему нежными чувствами. | 29 сентября 2016 |
| 18      | Ольга знакомит Аню с внезапно объявившимся отцом. Павел предлагает дочери вместе с будущим внуком переехать в Таиланд. Андрей страдает и пытается всячески загладить перед Аней «свой косяк». У Лены же встаёт выбор между реальными отношениями с нефтяником Мишей и виртуальными с зеком Максом, а Юрген обманом тянет деньги из влюблённой в него Нины. | 3 октября 2016   |
| 19      | Паша всерьёз планирует остаться с Ольгой и убрать Гришу. Чича подсказывает Юргену план, как помириться с Ниной. А Лена придумывает другой план — как помирить Аню с Андреем. Но у обоих всё идёт не по плану — они несколько перестарались… Павла разыскивают «друзья в штатском», и он понимает, что нужно валить, пока не поздно, и просит Гришу вывезти его из города. | 4 октября 2016   |
| 20      | Ольга и Гриша вывозят Павла за пределы Подмосковья. Лена собирается в тюрьму на свидание к Максу. Юрген в шоке, что оказался в психушке, и пытается найти способ выбраться на волю. Аня едет в клинику на аборт. У Тимы не получается остановить сестру, он бежит к Андрею. Они мчатся в клинику и узнают, что Аня аборт не сделала. | 5 октября 2016   |

### Сезон 2
| № серии | Описание серии | Премьера         |
| ------- | --- | ---------------- |
| 1 (21)  | Утро Ольги и Гриши начинается с суровых разборок. Они уже не первый месяц вместе, но Гриша хочет большего. Аня вот-вот родит, она очень гордится Андрюхой, который из чертановских гопарей рванул аж в секретари помощника депутата. У Лены виртуальный роман с зэком Максом. Юрген вышел из психушки и вроде не пьёт, но ведёт себя подозрительно. Тимофей решает подловить деда.        | 4 сентября 2017  |
| 2 (22)  | Андрюху закрыли в ментовке, Ольга и Гриша пытаются его вытащить. Аня, лежащая на сохранении, хочет выяснить где её возлюбленный, а Лена с Тимой придумывают отмазки, чтобы не усугублять и без того тяжёлую беременность. У Юргена заканчивается «успокоительное» и он пускается во все тяжкие, чтобы его раздобыть.                                                                      | 4 сентября 2017  |
| 3 (23)  | Ольга узнаёт, что у Андрюхи новый следак, и одной взяткой ей теперь не отделаться. Гриша напивается с горя — Ольга ему совсем не доверяет. Бабуля впрягается за внука, но дело принимает совершенно неожиданный оборот. Юрген считает, что держит всё под контролем, но его зависимость приводит его в довольно щекотливую ситуацию.                                                      | 5 сентября 2017  |
| 4 (24)  | Ольга готова на всё, только бы вытащить из кутузки будущего зятя, а Юрген готов на всё ради порции «успокоительного». Ольга встречается с прокурором, а Юрген грабит родную психушку. Ане надоело лежать на сохранении без дела и она решает сама вытащить Андрюху. Гриша и его бабушка сильно насолили чертановским «помощникам депутата», пришло время отвечать.                        | 6 сентября 2017  |
| 5 (25)  | Андрюху выпускают — его чудесным образом перевели в свидетели. Семейство счастливо и только Ольга знает правду. Аня предлагает Андрюхе уйти от пацанов и начать новую жизнь, но у него другие планы. Юрген и Чича сбегают от Тимки, который узнал секрет позитивного деда. Ольга хочет во всём признаться Грише, но у Лены свой взгляд на эту ситуацию.                                   | 7 сентября 2017  |
| 6 (26)  | Юрген спалился перед Ольгой. Ольга с Гришей везут его в коммуну для зависимых, но Юрген считает себя слишком «нормальным» для такого лечения. Аня хочет отвадить Андрюху от пацанов и Мотор даёт ей очень опасное задание. Лена пытается всеми правдами и неправдами выбить свиданку с Максом.                                                                                            | 11 сентября 2017 |
| 7 (27)  | Ольга узнаёт о новой любви Тимофея и не согласна с его выбором. Аня вынуждена рассказать Андрюхе правду об УЗИ. Юрген тяжело приживается в коллективе коммунаров и расплачивается за свою хитрость. На Гришу нападает стая оборзевших подростков, а Ольге прилетают приветы из прошлого.                                                                                                  | 12 сентября 2017 |
| 8 (28)  | Андрюха готовит Ане свадебный сюрприз. После ссоры с Максом Лена решает подмазаться к его маме. Ольга предлагает Грише на пару недель уехать в Рязань, однако в их планы вмешивается Усач. А свадьба Ани и Андрюхи проходит совсем не по запланированному сценарию. | 13 сентября 2017 |
| 9 (29)  | Ольга становится бабушкой, но Гриша не желает разделить с ней это счастье, он просто исчезает. У Ани постродовая депрессия и Андрюха решает помочь новоиспечённой мамаше. Юрген сбегает в Москву, но вернуться домой и заявиться перед Ольгой не так-то просто. На помощь приходит Чича, который помогает Юргену найти работу.                                                            | 14 сентября 2017 |
| 10 (30) | После очередной перепалки Аня заявляет Ольге, что сама будет воспитывать дочь — она не нуждается в дурацких советах матери. Юрген старается извлечь максимум из должности сотрудника ЖЭУ и вернуться в семью не с пустыми руками. Лена выбивает у Капитана свиданку с Максом, однако любимый ей не очень рад. Пикник, устроенный компашкой Ани и Андрюхи едва не заканчивается трагедией. | 18 сентября 2017 |
| 11 (31) | Ольга пытается выяснить, откуда у Тимки синяки и проводит своё расследование. Лена всю ночь «заливает» расставание с Максом, а на утро обнаруживает себя в странной компании. Андрюха отправляется проведать Юргена в коммуну и вляпывается в максимально безумный замес. | 19 сентября 2017 |
| 12 (32) | День сюрпризов в семье Ольги. Усач всячески пытается добиться Ольгиного расположения. Андрюха хочет растопить Аню и устраивает ей романтику. Лена осознаёт, что возможно ей не суждено познать радость материнства, но никак не желает смириться с таким раскладом. Юргену надоело жить в подсобке ЖЭУ и он стремится вернуться в семью.                                                  | 20 сентября 2017 |
| 13 (33) | Лена уговаривает Ольгу встретиться с бабушкой Гриши, которая может помочь организовать визит к легендарному профессору Козловскому. С появлением ребёнка, Аня и Андрей оказываются на мели. Аня стимулирует мужа к активному заработку, и Андрей находит золотую жилу. Лена хочет подобрать идеального донора, а Ольга пытается заручиться поддержкой бабушки, чтобы вернуть Гришу.       | 21 сентября 2017 |
| 14 (34) | Ольга и семейство узнают о том, что Павел оставил им наследство. Андрюха и Пушкин открывают новый бизнес. Жёсткая конкуренция заставляет их мыслить неординарно. Лена находит идеального донора, но всё не так просто. На пороге Ольгиной квартиры объявляется законная жена Павла. | 25 сентября 2017 |
| 15 (35) | Битва за наследство продолжается. Ольга решает, что на войне все средства хороши и призывает на помощь старинного друга по кличке Мазут. Юрген, Чича и Романыч тоже не сидят без дела и решают покарать Марину своими методами. Лена на один день оказывается в роли матери, воспитывающей ребёнка в одиночку. Не факт, что суровая хозяйка съёмной квартиры оценит её перевоплощение.    | 26 сентября 2017 |
| 16 (36) | Ольга и её семья советуются, как собрать деньги и откупиться от Марины. Андрюха предлагает попросить помощи у его родителей, но Таня и Степан не хотят давать «родственничкам» в долг. Юрген и Чича воюют своими методами и доводят ситуацию до критической точки. Лена полностью отчаявшись забеременеть, решается обратиться к потусторонним силам.                                     | 27 сентября 2017 |
| 17 (37) | Ольга хочет забыться и решает развеяться со старым другом. Взаимные претензии заставляют молодых родителей Аню и Андрея поменяться местами. Пушкин отмечает день рождения в компании друзей, среди которых оказывается и Лена. | 28 сентября 2017 |
| 18 (38) | Ольга просыпается с ужасного похмелья и пытается выяснить, каким же образом очутилась у Гриши. На помощь Ольге приходит новая пассия Гриши Настя. Андрюха снова пытается устроиться на нормальную работу. Юрген влюбляется, но к сожалению, он вынужден конкурировать с близким ему человеком. Битва за даму сердца имеет неожиданные последствия.                                        | 2 октября 2017   |
| 19 (39) | Ольга решает навсегда попрощаться с прошлым и незаметно отвезти все Гришины вещи в гараж. Андрюха отличается на новой работе, которую подкинула ему матушка. Юрген и Чича, которых поддерживает Лена, готовят Ольге сюрприз. А сама Ольга, неожиданно столкнувшись с Гришей, пытается расставить всё по своим местам.                                                                     | 3 октября 2017   |
| 20 (40) | Ольга почти смирилась со своим новым положением, но Юрген и Чича не позволяют ей опускать руки. У Лены остаётся последний шанс забеременеть. Гришу и Настю ждёт большой праздник. Аня всё ещё надеется построить нормальную семью, но Андрюха считает, что понимает всё лучше, чем она.                                                                                                   | 4 октября 2017   |

### Сезон 3
| № серии | Описание серии | Премьера       |
| ------- | --- | -------------- |
| 1 (41)  | С момента событий второго сезона прошло полтора года. Анька всё время шатается по клубам. Юрген организует небольшой ремонт и обещает Ольге разобраться с новым соседом, который уже успел разбросать кучу хлама прямо в подъезде. Ленка планирует подцепить себе нового мужика, а Пушкина отбросить на второй план. Ольга знакомится с Владимиром. | 6 ноября 2018  |
| 2 (42)  | Ольга пытается сделать всё от себя возможное, чтобы её дочь снова не пустилась во все тяжкие. Ленка готовит Володе небольшой сюрприз. Юрген вместе с Чичей и Романычем решают проблему с протезом Жорика, который совсем недавно ими же и был уничтожен. Тима знакомится с дочерью Жоры — Сашкой. | 6 ноября 2018  |
| 3 (43)  | Тима планирует поближе познакомиться с дочкой Жоры. Володя наконец-то встречается с Ольгой и приглашает её покататься с горки на ватрушках. Всё бы ничего, но в квартиру неожиданно заваливается Ленка, которая никак не должна узнать обо всём этом. | 7 ноября 2018  |
| 4 (44)  | Загул Ани довёл ей до проблем с полицией. Теперь Ольга должна сделать всё от себя возможное, чтобы её дочь не попала в отделение. Жора продолжает пилить Юргена из-за сломанного протеза. Пушкин уже готов отомстить Володе за Ленку. | 8 ноября 2018  |
| 5 (45)  | Володя обещает сделать всё от себя возможное, чтобы помочь Ольге и её семье противостоять службе опеки, которую на семью Терентьевых натравила мама Андрея, чтобы забрать Марьяну. | 12 ноября 2018 |
| 6 (46)  | Тима находит прекрасную возможность, чтобы произвести впечатление на дочку Жоры. Родители Андрея направляются вместе с Марьяной в другой город. Вся семья Терентьевых вместе с Володей пытаются сделать всё от себя возможное, чтобы вернуть девочку обратно. | 13 ноября 2018 |
| 7 (47)  | Юрген затевает войну с квартиросъёмщиками. Володя пытается помирить Ольгу с Ленкой, которые, кстати, из-за него и поругались и уже давно не разговаривают друг с другом. | 14 ноября 2018 |
| 8 (48)  | Тима придумал ещё один способ завоевать внимание Саши. Ольга спешит к Грише, а Юрген с Чичей организуют «идеальный» бизнес. | 15 ноября 2018 |
| 9 (49)  | Ане практически удаётся получить статус женщины с пониженной социальной ответственностью. Юрген изъявляет желание жить отдельно от остальных членов семьи Терентьевых. Ольга застукивает дочку Жоры в постели Тимы. | 19 ноября 2018 |
| 10 (50) | Кощей пытается устранить конкурента, который уже успел положить глаз на Аньку. Пушкин пропадает, Ленка вместе с отцом и Чичей отправляются на поиски. Ольге всё никак не удаётся окончательно порвать все связи с Гришей и его бабушкой. | 20 ноября 2018 |
| 11 (51) | Лена в волнении ищет варианты, как помочь Пушкину. На помощь вновь приходит Юрген с солидными связями в лице врача психбольницы, где он лежал. Лев приглашает Аню на романтическое свидание, которое оборачивается катастрофой для целого дома. Тимофей пытается доказать Саше свою крутизну, но оказывается в ситуации с душком. | 21 ноября 2018 |
| 12 (52) | К Юргену приезжает «старая знакомая» Тамара, которую он всем сердцем ненавидит. И Юрген готов на всё, лишь бы сказать ей это в лицо. Аня и Лев после свидания оказываются за решёткой. Ольга хочет сделать как лучше для Ани, но получается, как всегда. Володя готовит для Ольги романтический ужин, но вместо его Синеглазки приезжает «Лупоглазка» Гриша и его бабуля. Лев вступает в контры с Ольгой, а Гриша и его бабушка испытывают Володю на прочность. | 22 ноября 2018 |
| 13 (53) | Тамара приходит в гости к Ольге, не забывает про Аню и Тимофея и дарит им по новенькому айфону. Юрген рвется на встречу любви, но его снова хотят упрятать в больничку. Тамара пытается помириться хотя бы с Леной, и та, скрепя сердце, соглашается принять от неё помощь и «компенсацию». Пушкин придумывает план, как получить отсрочку от армии, и не успевает его осуществить.                                                                             | 26 ноября 2018 |
| 14 (54) | У Ани проблема: подруги не одобряют её парня. Аня приглашает Льва на день рождения Юли, но просит его быть «как все». Ольга и Володя проводят расследование, пытаясь выяснить истинные мотивы Тамары. Тимофей ревнует Сашу к одноклассникам. Но ревность — плохое чувство, и Тимофею предстоит убедиться в этом на практике. | 27 ноября 2018 |
| 15 (55) | Володя уговаривает Ольгу поехать к нему, на «репетицию Нового года»: только они вдвоем, шампанское и мандарины. Гриша и бабушка считают, что шампанское подождёт — дочерний долг важнее. Юрген ради умирающей готов на всё, даже лишиться частицы себя. Аня хочет доказать Льву, что она взрослая, и пытается по-взрослому «работать» над их отношениями. | 28 ноября 2018 |
| 16 (56) | Уедет ли Ольга с Гришей или останется с Володей? Сможет ли Юрген перестать злиться на Тамару? Какими последствиями обернётся поступок Кащея для Ани? | 29 ноября 2018 |

### Сезон 4
| № серии | Описание серии | Премьера         |
| ------- | --- | ---------------- |
| 1 (57)  | В семействе Терентьевых всё как обычно — «весело и с огоньком». Аня пытается расставить приоритеты для своего возлюбленного Льва, для которого, как обычно, общественное выше личного. Возмужавший Тимофей настроен решить проблемы Саши, которые ей подкидывает отец Жора. Лена всеми силами помогает Пушкину дембельнуться раньше времени и для этого просит помощи у его брата — Митяя. Чича и Романыч очень переживают за Юргена, который находится в депрессии после смерти жены. И только у Ольги всё хорошо, или нет? | 31 августа 2020  |
| 2 (58)  | У Юргена большие проблемы, на него собираются подавать в суд за сорванные похороны. Гриша решительно настроен помочь отцу бывшей возлюбленной и уладить всё полюбовно с пострадавшей стороной. Аня в борьбе за внимание Льва начинает совершать «добрые дела», но для неё открывается неприятная правда. Юрген решительно настроен застолбить себе место на кладбище рядом с Томой, он готов на всё, даже на похищение человека. Ольга же позволяет семейству набивать «свои шишки» и посвящает всё время себе любимой. | 31 августа 2020  |
| 3 (59)  | Гриша серьёзно обеспокоен происходящим в семье Ольги, он пытается выяснить у неё — всё ли в порядке. Ольге не нужна забота бывшего, и она всячески отбрыкивается от него, пока не узнаёт, что Тимофей попал в неприятности. Аня на женсовете с подругами решает, что нужно лучше узнать про новую «акцию добра» Льва лично у Наташи. Аня отправляется на встречу к Наташе, которая оказывается не такой «бедненькой», как кажется на первый взгляд. Юрген с Чичей, после пьянки со случайным прохожим, просыпаются на заброшенном заводе, с которого их не очень-то хотят отпускать.                                                      | 1 сентября 2020  |
| 4 (60)  | Ольга считает Сашу виновной во всех проблемах Тимофея. Желая изолировать сына от гопницы, Ольга везёт его в загородный военный лагерь. Тимофей с этим не согласен и изо всех сил старается сбежать, чтобы спасти Сашу от бандитов. У Пушкина после армии новый проект — киберспортивная команда 14-летних танкистов. Оказывается, Пушкин хочет таким образом отдать долг Митяю за выкуп из армии. Лена едет к Митяю напомнить об их первоначальном уговоре. Юрген в глубокой депрессии. Чича придумывает план спасения из «куриного рабства», в надежде, что это приободрит боевого товарища, но у Юргена другое видение своего будущего. | 2 сентября 2020  |
| 5 (61)  | Гриша узнал, что у Ольги серьёзные проблемы. Он приходит к ней на работу, чтобы договориться с Инной и вытащить Ольгу. Инна не верит Грише, но соглашается проверить его предположение. Лев придумал необычный сюрприз, чтобы помириться с Аней, но сюрприз оборачивается ещё большим «сюрпризом». Юрген и Чича настроились бежать, но Юрген не хочет делать это в одиночку, он настроен спасти всех узников промзоны. | 3 сентября 2020  |
| 6 (62)  | Ольга узнаёт о пропаже Юргена и Чичи. Они с Леной отправляются на поиски пропавших. Тимофей с Сашей понимают, что бандиты взяли их в оборот, и, чтобы раз и навсегда откупиться, осваивают новое «ремесло». Юрген с Чичей «допрыгались» и вечером их отправят на Кавказ, но кажется и среди бандитов есть нормальные люди, готовые им помочь. | 7 сентября 2020  |
| 7 (63)  | Ольга и Лена, оказавшись в «обезьяннике» встречают старого знакомого со связями. Благодаря дипломатичности Лены, знакомый соглашается помочь спасти Юргена. Лев делает решающий выбор в пользу Ани и хочет порвать все отношения с Наташей. Юрген и Чича цепляются за последний шанс обрести свободу и роют подкоп. | 8 сентября 2020  |
| 8 (64)  | Юрген, вернувшись из рабства, обнаруживает у Ольги пустые бутылки. Папаша переживает за «предрасположенность» дочери и решает за ней приглядывать. Лев отказывается от «старой жизни» и пытается полностью посвятить себя Ане, но Куба не согласен с выбором командора, и хочет вернуть его в дело. Пушкин готовит для Лены сюрприз на даче, и настолько занят, что не может сам забрать Лену из города, просит помочь ему брата Митяя. | 9 сентября 2020  |
| 9 (65)  | Ольга просыпается у Володи. Володя рад, что она вернулась к нему и не желает отпускать её обратно. Юрген делает всё, чтобы найти «загулявшую» Ольгу. Пушкин устраивает для Лены сюрприз и для этого зовёт на дачу всё семейство Кукушкиных. Митяй не хочет участвовать в семейном празднике и организовывает свою тусу. У Тимофея и Саши полгода отношений, Тимофей устраивает для неё романтический ужин, который превращается в настоящий боевик с разборками и погонями. | 10 сентября 2020 |
| 10 (66) | Ольга веселится с Володей. Юрген просит Лену вразумить старшую сестру, для этого Лена устраивает автоподставу. Аня переживает за Льва, после отказа от «акций» он находится в депрессии. С подругами они решают подкинуть Льву «доброе дело» — дядю инвалида Юли. Тимофей хочет извиниться перед Сашей за испорченный вечер. Отец Саши подбивает будущего зятя на дело, чтобы заработать деньги на извинительный сюрприз. | 14 сентября 2020 |
| 11 (67) | Всё семейство Терентьевых на ушах — нужно вытаскивать Тимофея из беды. До загулявшей Ольги никто не может дозвониться, поэтому пытаются справиться своими силами. Юрген и его друзья-алкоголики спекулируют духовными скрепами потерпевшего, ведь православие учит прощать. Аня и Лев отправляются просить о помощи Гришу, но бабушка Гриши даёт понять, что отпустит внука к Терентьевым только через свой труп. Лена узнаёт, что Митяй в загуле после того, как она его «отбрила». Лена пытается остановить Митяя, чтобы тот не наделал глупостей.                                                                                      | 15 сентября 2020 |
| 12 (68) | На семейном совете Терентьевы понимают, что Ольга им явно не помощник в вытаскивании Тимофея. Аня просит Наташу подключить её деловые связи в правоохранительных органах. Гриша едет договариваться со следователем, а Юрген остаётся присматривать за Ольгой. Но Ольгу категорически не устраивает, что её списали со счетов. | 16 сентября 2020 |
| 13 (69) | Ольга угоняет газель Гриши, чтобы отправиться спасать сына. Аня и Лев узнают про конфликт Тимофея с соседями по камере. Лев провоцирует полицейских и садится в камеру к Тимофею, чтобы всё разрулить. Митяй уговаривает Лену всё рассказать Пушкину, Лена объясняет, что у неё и без этого хватает в жизни проблем, но в этот момент их застают нежелательные свидетели. | 17 сентября 2020 |
| 14 (70) | Ольга умоляет Гришу позволить ей спасти Тимофея. Гриша, скрепя сердце, даёт Ольге второй шанс. Саша хочет сдать Жору в полицию, чтобы спасти Тиму. Юрген и Чича предлагают выдать Жору за психически больного и таким образом спасти обоих. Аня узнаёт, что в детский сад Марьяны начал наведываться педофил. Она с подругами вычисляет растлителя малолетних, но правда оказывается ещё хуже. | 21 сентября 2020 |
| 15 (71) | Ольга узнаёт, что Володя продолжает спиваться и падать на дно. Вместе с Гришей они пытаются вразумить Володю, чтобы он взялся за себя, ради своих близких. Аня злится, что Андрей вернулся в её жизнь. В надежде отделаться она врёт, что сдала его бывшим сообщникам. Юрген с Чичей пытаются вытащить из психушки напрасно севшего туда Жору, но Жоре похоже пришлось по вкусу новое место жительства. | 22 сентября 2020 |
| 16 (72) | За несовершеннолетней Сашей пришли органы опеки. Ольга решает взять над Сашей опекунство, но быстро это сделать не получится. Тимофей не хочет, чтобы Саша даже на время попадала в детдом, и помогает ей сбежать. Юрген узнаёт, что Лена ушла от Пушкина к Митяю. Юргену не нравится новый ухажёр дочери, и они с Чичей приглашают Митяя в сауну, чтобы устроить «проверку на вшивость». | 23 сентября 2020 |
| 17 (73) | У Ольги как обычно всё и сразу! Только она разрешила жениться Саше и Тимофею, как узнаёт, что Аня рассталась со Львом и нужно срочно мчаться, помешать дочери совершить роковую ошибку. Лена хочет сознаться маме Пушкина в реальных причинах разрыва с мужем. Для этого они едут в клуб к Митяю, где всё тоже переворачивается «с ног на голову». | 24 сентября 2020 |

### «Чича из Ольги»
| № серии | Описание серии | Премьера         |
| ------- | --- | ---------------- |
| 1       | Тимофей «Чича» Зайцев пытается попасть на актёрские пробы к знаменитому российскому режиссёру Андрею Звягинцеву.                                  | 28 сентября 2020 |
| 2       | Тимофей пытается доказать родным, что он серьёзный актёр и снимается в блокбастере с Сергеем Безруковым.                                          | 28 сентября 2020 |
| 3       | Тимофей с Бабаем участвуют в благотворительной акции помощи детскому интернату, но вот помогают детям не совсем бескорыстно.                      | 29 сентября 2020 |
| 4       | Тимофей, пытаясь заручиться поддержкой Яны Трояновой, хочет расширить роль Чичи, сделав его более глубоким и значимым персонажем сериала «Ольга». | 29 сентября 2020 |

### Сезон 5
| № серии | Описание серии | Премьера       |
| ------- | --- | -------------- |
| 1 (74)  | Пережив кризис, Ольга ведёт размеренную жизнь: бегает, рисует, солит грибы. Дети выросли и разъехались, спасать никого не надо. Спокойствие нарушает Гриша, внезапно предлагая Ольге усыновить ребёнка. | 10 апреля 2023 |
| 2 (75)  | Ольга отгоняет от себя мысли про усыновление, в то время как Гриша всеми способами пытается пробудить в ней материнский инстинкт. Аня узнаёт подробности про бывшую Льва. А Юрген, пытаясь отвадить Лену от секты, хочет закрыть её в полицейском участке.                                                         | 10 апреля 2023 |
| 3 (76)  | В отношения Ольги и Гриши вмешивается Бабуля, у которой есть своё мнение по поводу усыновления. Юрген в попытках спасти Лену становится радикальнее, и хочет запереть дочь в монастыре, для этого он привлекает к плану девушку Чичи — Наташу. Аня, стремясь загладить вину перед Львом, пускается на поиски Лики. | 11 апреля 2023 |
| 4 (77)  | Ольга узнаёт о проблемах Ани и бросается выводить дочь из депрессии. Тимофей, желая, чтобы Саша бросила ТикТок, хочет её «захейтить». А Юрген, в попытках спасти Лену, ставит свои интересы выше дружбы с Чичей.                                                                                                   | 12 апреля 2023 |
| 5 (78)  | Ольга, услышав правду Гриши, решает съездить в детдом на «разведку». Юрген в отчаянии идёт за помощью к Пушкину. А Тимофей приезжает к Саше в ТикТок-дом. | 13 апреля 2023 |
| 6 (79)  | Вернувшись из детдома, Ольга обнаруживает пропажу кошелька. Аня в попытках понять, где искать Льва, решается на взрослый разговор с Марьяной. Юрген никак не может признаться Ольге, что Лена попала в секту, и чтобы набраться смелости, ещё сильнее напивается.                                                  | 17 апреля 2023 |
| 7 (80)  | Ольга и Гриша по наводке Юргена едут вытаскивать Лену из секты. Психологическое состояние Юргена ухудшается. Тем временем Тимофей начинает осваиваться в ТикТок-доме. | 18 апреля 2023 |
| 8 (81)  | Ольга продолжает спасение Лены. Гриша следит за Юргеном, но, не в силах сидеть на месте, решает помочь Ольге. Аня, Марьяна, Юля и Куба в поисках Льва едут в Ленинградскую область. | 19 апреля 2023 |
| 9 (82)  | К Ольге в салон с деловым предложением приходит Ярик. Лена погружается в депрессию. А Саша пытается достучаться до Тимофея. | 20 апреля 2023 |
| 10 (83) | Ольга и Гриша везут Ярика к маме. Лена пытается избавиться от своего спасителя — Виктора. А Юрген в попытках найти прощение Чичи и Наташи обращается за помощью к дядьке Чичи. | 24 апреля 2023 |
| 11 (84) | Узнав, что Саша и Тимофей расстались, Ольга решает вразумить сына. Аню и компанию поиски приводят в родной город Льва. А Юрген пытается самостоятельно совладать со своим сумасшествием и отказывается от помощи друзей.                                                                                           | 25 апреля 2023 |
| 12 (85) | Из-за пранков на Тимофея объявляют охоту, Ольга и Гриша едут его спасать. Лена пытается вернуть Платона. А Юрген, чтобы избавиться от глюков, соглашается на авантюру Чичи. | 26 апреля 2023 |
| 13 (86) | Ольга и Гриша едут в детдом попрощаться с Яриком. Аня и Марьяна пытаются сбежать из плена Заевской. А Лена с надеждой на новые отношения едет искать Виктора. | 27 апреля 2023 |
| 14 (87) | Ольга и Гриша знакомятся с мамой Ярика, Надей, и пытаются разобраться в чистоте её намерений. К Юргену, находящемуся на грани самоубийства, приходит Лена. А Тимофей хочет извиниться перед Сашей и вернуть отношения.                                                                                             | 2 мая 2023     |
| 15 (88) | Ольга и Гриша помогают Наде с документами на усыновление. Аня выходит на след Льва. А Юрген, приняв своего воображаемого друга, скрывает его от Чичи и Наташи. | 3 мая 2023     |
| 16 (89) | Ольга и Гриша, смирившись, что Ярика придётся отдать настоящей маме, привозят Надю на заседание по возврату родительских прав. Аня, узнав о тайне Льва, едет его остановить. А Юрген и Тимофей помогают Чиче и Наташе организовать свадебный ужин.                                                                 | 4 мая 2023     |

## Рейтинги
По данным исследовательской компании «TNS Россия», первый сезон проекта показал среднюю долю 23,9 % по целевой аудитории «ТНТ» 14-44 с рейтингом 6,1 % и долю 28,5 % по молодёжной аудитории 18-30 с рейтингом 5,8 %. При этом 37 % аудитории в возрасте от 14 до 44 лет подключались к просмотру сериала уже во время его показа. Проект стал самым успешным сериалом на российском ТВ с начала 2016 года.
По данным компании Mediascope, третья серия четвёртого сезона стала лидером по России, собрав долю в 22 % по целевой аудитории «ТНТ» 14-44, оставив позади каналы «СТС» (7,7 %), «Первый канал» (6,8 %) и «Карусель» (6,2 %).

## Саундтрек
5 сентября 2016 года в ITunes, Google Play и «Яндекс.Музыка» стартовали продажи сборника саундтреков к первому сезону сериала «Ольга». Треклист насчитывает 20 композиций:
- Ace of Base — All That She Wants
- «Винтаж» feat. Елена Корикова — Плохая девочка
- Ace of Base — Beautiful Life
- Григорий Лепс — Самый лучший день
- Guf — Ice Baby
- Настя Кудри — Не шути
- Gabriel Candiani — Drive your loco
- The Axel Boys Quartet — All That She Wants
- Haddaway — What Is Love
- Мария Рассказова — What Is Love
- Вячеслав Добрынин — Не сыпь мне соль на рану
- Юлия Савичева — Прости за любовь
- Яна Троянова и Мария Рассказова — All That She Wants
- Яна Троянова и Мария Рассказова — Beautiful life
- Mr. President — Coco Jamboo
- Тынис Мяги — Олимпиада-80
- The Heirs — Do You Want Me
- Ediciones Musicales — Macarena
- «Дюна» — Страна лимония
- James Last Orchestra — Die Biene Maja (Main Title)
- «IOWA» — Бьёт бит
- «Руки Вверх!» — Чужие губы
- «Тутси» — Самый самый
- «Руки Вверх!» — Он тебя целует
- Владимир Кузьмин — Я не забуду тебя никогда
- Susan Logsdon — The Gold Couch
- Ian Curnow & Jackie James — Every Little Bit
- Blair Bronwen Booth — Come Together
- Richard John Cottle — One of a Kind

## Отзывы
Согласно сайту Kino-teatr.ru, большинство российских журналистов признали «Ольгу» одним из лучших телесериалов 2016 года.

## Награды и номинации
- В 2017 году первый сезон сериала получил 2 приза Ассоциации продюсеров кино и телевидения в номинациях «Лучший комедийный сериал» и «Лучшая сценарная работа» (Артём Логинов, Павел Орешин, Артём Лемперт, Илья Петрухин, Станислав Староверов, Дмитрий Данилов, Ильшат Латыпов, Олег Гольдфайн, Артур Рамазанов, Татьяна Шохова, Максим Колесников).
- В 2017 году первый сезон сериала получил премию ТЭФИ в номинации «Телевизионная многосерийная комедия/ситком»[17].
- В 2017 году актриса Яна Троянова была признана «Женщиной года» по версии журнала GQ[18].
- В 2018 году второй сезон сериала получил приз Ассоциации продюсеров кино и телевидения в номинации «Лучший комедийный сериал».